# Lagoa Gentil
Lagoa Gentil é uma lagoa brasileira localizada no estado do Rio Grande do Sul.